# Halowe Mistrzostwa Europy w Lekkoatletyce 1982 – bieg na 3000 m mężczyzn
Bieg na 3000 metrów mężczyzn – jedna z konkurencji biegowych rozgrywanych podczas halowych lekkoatletycznych mistrzostw Europy w Palasport di San Siro w Mediolanie. Rozegrano od razu bieg finałowy 7 marca 1982. Zwyciężył reprezentant Republiki Federalnej Niemiec Patriz Ilg. Tytułu zdobytego na poprzednich mistrzostwach nie bronił Alexandre Gonzalez z Francji.

## Rezultaty

### Finał
Rozegrano od razu bieg finałowy, w którym wzięło udział 12 biegaczy.
Opracowano na podstawie materiału źródłowego.
| Miejsce | Zawodnik             | Czas    |
| ------- | -------------------- | ------- |
| 1       | Patriz Ilg           | 7:53,50 |
| 2       | Alberto Cova         | 7:54,12 |
| 3       | Walerij Abramow      | 7:54,46 |
| 4       | Robert Nemeth        | 7:57,72 |
| 5       | Francisco Sánchez    | 7:57,82 |
| 6       | Bruno Lafranchi      | 8:00,16 |
| 7       | Hans-Jürgen Orthmann | 8:00,53 |
| 8       | Peter Daenens        | 8:01,21 |
| 9       | Ken Newton           | 8:03,40 |
| 10      | Vittorio Fontanella  | 8:04,23 |
| 11      | Aleksandr Fiedotkin  | 8:09,89 |
| 12      | Klaas Lok            | 8:14,30 |